# Circleville (Ohio)
Circleville è una località degli Stati Uniti d'America, capoluogo della contea di Pickaway, nello Stato dell'Ohio.